# Лисси (фильм)
«Лисси» (нем. Lissy) — немецкий художественный фильм производства ГДР, снятый в 1957 году режиссёром Конрадом Вольфом на киностудии ДЕФА. Фильм рассказывает о судьбе молодой женщины в период нацистской Германии и её борьбе за выживание в условиях тоталитарного режима.

## Сюжет
Действие фильма происходит в Германии в 1930-х годах, на фоне роста влияния нацистской партии. Главная героиня, Лисси — молодая женщина из рабочей семьи, которая выходит замуж за Фреда, мелкого служащего. В начале их жизнь кажется счастливой, но с приходом к власти нацистов Фред становится активным членом партии, что меняет их отношения. Лисси, воспитанная в духе социалистических идей, не может принять новую идеологию мужа и его участие в репрессиях против рабочих и евреев. 
По мере того как нацистский режим усиливает контроль над обществом, Лисси сталкивается с моральными дилеммами. Она пытается сохранить свою семью, но её убеждения и совесть не позволяют ей оставаться в стороне. Фильм показывает, как Лисси постепенно осознаёт ужасы режима и начинает сопротивляться, несмотря на опасность для себя и своих близких.

## В ролях
- Соня Зуттер — Лисси
- Хорст Дринда — Альфред Фромайер
- Ханс-Петер Минетти — Пауль Шрёдер
- Курт Олигмюллер — Качмарчик
- Герхард Биенерт — отец Шрёдер
- Эльза Вольц — мать Шрёдер
- Раймунд Шельхер — Макс Франке
- Криста Готтшальк — Тони Франке
- Матильда Даннеггер — рассказчица
- Аннемари Хазе — фрау Калувайт
- Вилли Швабе — кассир Гольд
- Герд Михаэль Хеннеберг — Штаудингер
- Вальтер Э. Фус — Миксер

## Производство
Фильм был снят на киностудии ДЕФА в 1957 году. Режиссёр Конрад Вольф, известный своими работами, посвящёнными антифашистской тематике, создал картину, которая отражает сложные социальные и политические изменения в Германии 1930-х годов. Сценарий был написан Гретой Вайскопф в соавторстве с Вольфом и основан на романе Франца Карла Вайскопфа. Оператор Вернер Бергман использовал чёрно-белую съёмку.

## Награды
- 1957 — Международный кинофестиваль в Карловых Варах: 3-й главный приз[4]
- 1957 — Кинофестиваль VI Всемирного фестиваля молодёжи и студентов в Москве: Бронзовая медаль[4]